# Пономаревы (деревня)
Пономаревы — опустевшая деревня в Котельничском районе Кировской области в составе Карпушинского сельского поселения.

## География
Располагается на расстоянии примерно 19 км по прямой на запад от райцентра города Котельнич.

## История
Была известна с 1802 года как деревня Пономаревская с 3 дворами. В 1873 году здесь (деревня Пономаревская или Бобры) было учтено дворов 11 и жителей 119, в 1905 15 и 110, в 1950 (Пономаревы) 24 и 74, в 1989 проживало 7 человек.

## Население
Постоянное население не было учтено как в 2002 году, так и в 2010.